# Akiyama Takuya
Takuya Akiyama (秋山 拓也 Akiyama Takuya,  sinh ngày 26 tháng 8 năm 1994 ở Aichi, Nhật Bản) là một cầu thủ bóng đá người Nhật Bản thi đấu cho Ventforet Kofu. Anh là một hậu vệ.
Anh học tập tại và thi đấu cho Osaka University of Health and Sport sciences trước khi chuyển đến Singapore năm 2017.
Anh hiện tại thi đấu cho J2 League, Ventforet Kofu

## Thống kê sự nghiệp câu lạc bộ
Tính đến 2 tháng 1 năm 2017
| Thành tích câu lạc bộ | Thành tích câu lạc bộ  | Thành tích câu lạc bộ | Giải vô địch | Giải vô địch | Cúp                   | Cúp                   | Cúp Liên đoàn | Cúp Liên đoàn | Tổng cộng | Tổng cộng |
| Mùa giải              | Câu lạc bộ             | Giải vô địch          | Số trận      | Bàn thắng    | Số trận               | Bàn thắng             | Số trận       | Bàn thắng     | Số trận   | Bàn thắng |
| Singapore             | Singapore              | Singapore             | Giải vô địch | Giải vô địch | Cúp bóng đá Singapore | Cúp bóng đá Singapore | Cúp Liên đoàn | Cúp Liên đoàn | Tổng cộng | Tổng cộng |
| --------------------- | ---------------------- | --------------------- | ------------ | ------------ | --------------------- | --------------------- | ------------- | ------------- | --------- | --------- |
| 2017                  | Albirex Niigata FC (S) | S.League              | ?            | ?            | ?                     | ?                     | ?             | ?             | ?         | ?         |
| Tổng cộng             |                        |                       |              |              |                       |                       |               |               |           |           |
| Singapore             | Singapore              | 0                     | 0            | 0            | 0                     | 0                     | 0             | 0             | 0         |           |
| Tổng cộng sự nghiệp   | Tổng cộng sự nghiệp    | Tổng cộng sự nghiệp   | 0            | 0            | 0                     | 0                     | 0             | 0             | 0         | 0         |